# Paractinophlebia grasselensis
Paractinophlebia grasselensis là một loài côn trùng thuộc bộ Neuroptera. Loài này được Bode miêu tả năm 1953.